# Persone di cognome Hartmann
| Questa pagina contiene informazioni ricavate automaticamente dalle voci biografiche con l'ausilio del template Bio e di un bot. L'aggiornamento è periodico e automatico e ricostruisce completamente la pagina. Se manca una persona in questa lista, sei pregato di non aggiungerla, ma accertati piuttosto che la sua voce biografica contenga il template Bio e che i dati anagrafici siano correttamente compilati. Se il template Bio manca, inseriscilo tu stesso o, in alternativa, metti l'avviso {{tmp\|Bio}} che ne segnala la mancanza. Se i dati riportati sono sbagliati, correggi direttamente la voce biografica; le modifiche saranno visibili in questa lista entro pochi giorni. Per chiarimenti vedi il progetto antroponimi. La lista contiene solo le 57 persone che sono citate nell'enciclopedia e per le quali è stato implementato correttamente il template Bio. Pagina aggiornata al 23 apr 2025. |

Questa è una lista di persone presenti nell'enciclopedia che hanno il cognome Hartmann, suddivise per attività principale.

## Allenatori di calcio(1)
- Jürgen Hartmann, allenatore di calcio e ex calciatore tedesco (Lahr, n. 1962)

## Alpinisti(1)
- Hans Hartmann, alpinista e fisiologo tedesco (Berlino, n. 1908 - Nanga Parbat, † 1937)

## Arbitri di calcio(1)
- Robert Hartmann, arbitro di calcio tedesco (n. 1979)

## Architetti(2)
- Charles C. Hartmann, architetto statunitense (New York, n. 1889 - Greensboro, † 1977)
- Nicolaus Hartmann, architetto svizzero (Sankt Moritz, n. 1880 - Sankt Moritz, † 1956)

## Astronomi(2)
- Johannes Franz Hartmann, astronomo tedesco (Erfurt, n. 1865 - Gottinga, † 1936)
- William Hartmann, astronomo, pittore e saggista statunitense (New Kensington, n. 1939)

## Attori(2)
- Jan Hartmann, attore tedesco (Kaltenkirchen, n. 1980)
- Paul Hartmann, attore tedesco (Fürth, n. 1889 - Monaco di Baviera, † 1977)

## Autori di videogiochi(1)
- Christoph Hartmann, autore di videogiochi, sceneggiatore e imprenditore statunitense (Baltimora, n. 1959)

## Aviatori(1)
- Erich Hartmann, aviatore tedesco (Weissach, n. 1922 - Weil im Schönbuch, † 1993)

## Biologi(1)
- Max Hartmann, biologo tedesco (Lauterecken, n. 1876 - Buchenbühl im Allgäu, † 1962)

## Calciatori(5)
- Carl Hartmann, calciatore tedesco (Potsdam, n. 1903 - † 1943)
- Frank Hartmann, ex calciatore tedesco (Coblenza, n. 1960)
- Marco Hartmann, ex calciatore tedesco (Leinefelde-Worbis, n. 1988)
- Michael Hartmann, ex calciatore tedesco (Hennigsdorf, n. 1974)
- Moritz Hartmann, calciatore tedesco (Oberviechtach, n. 1986)

## Canottieri(1)
- Poul Hartmann, canottiere danese (Nykøbing Falster, n. 1878 - Nykøbing Falster, † 1969)

## Cardinali(1)
- Felix von Hartmann, cardinale e arcivescovo cattolico tedesco (Münster, n. 1851 - Colonia, † 1919)

## Chimici(2)
- Hermann Hartmann, chimico tedesco (Bischofsheim an der Rhön, n. 1914 - † 1984)
- Johannes Hartmann, chimico tedesco (Amberg, n. 1568 - Marburgo, † 1631)

## Ciclisti su strada(1)
- Hans Hartmann, ciclista su strada tedesco (Schwabach)

## Combinatisti nordici(1)
- Andreas Hartmann, ex combinatista nordico svizzero (Cham, n. 1980)

## Compositori(3)
- Emil Hartmann, compositore danese (Copenaghen, n. 1836 - Copenaghen, † 1898)
- Johan Peter Emilius Hartmann, compositore danese (Copenaghen, n. 1805 - Copenaghen, † 1900)
- Karl Amadeus Hartmann, compositore tedesco (Monaco di Baviera, n. 1905 - Monaco di Baviera, † 1963)

## Filosofi(2)
- Eduard von Hartmann, filosofo tedesco (Berlino, n. 1842 - Berlino, † 1906)
- Nicolai Hartmann, filosofo tedesco (Riga, n. 1882 - Gottinga, † 1950)

## Fisici(1)
- Julius Hartmann, fisico danese (Holeby, n. 1881 - Copenaghen, † 1951)

## Fotografi(1)
- Erich Hartmann, fotografo tedesco (Monaco di Baviera, n. 1922 - New York, † 1999)

## Generali(2)
- Jakob von Hartmann, generale tedesco (Maikammer, n. 1795 - Würzburg, † 1873)
- Walter Hartmann, generale tedesco (Mülheim an der Ruhr, n. 1891 - Hameln, † 1977)

## Giocatori di football americano(1)
- Florian Hartmann, ex giocatore di football americano e allenatore di football americano tedesco (n. 1983)

## Hockeisti su ghiaccio(1)
- Karel Hartmann, hockeista su ghiaccio ceco (Příbram, n. 1885 - Auschwitz, † 1944)

## Imprenditori(1)
- Eugen Hartmann, imprenditore tedesco (Nürtingen, n. 1853 - Monaco di Baviera, † 1915)

## Lottatori(1)
- Frank Hartmann, ex lottatore tedesco orientale (Oelsnitz, n. 1949)

## Medici(1)
- Ernst Hartmann, medico e scrittore tedesco (Mannheim, n. 1915 - Katzenbach, † 1992)

## Militari(1)
- Otto Hartmann, militare e aviatore tedesco (Nassau, n. 1889 - Diksmuide, † 1917)

## Naturalisti(1)
- Robert Hartmann, naturalista, anatomista e etnografo tedesco (Blankenburg am Harz, n. 1832 - † 1893)

## Orientalisti(1)
- Martin Hartmann, orientalista tedesco (Breslavia, n. 1851 - Berlino, † 1918)

## Pattinatrici artistiche su ghiaccio(1)
- Roxana Luca, ex pattinatrice artistica su ghiaccio romena (Bucarest, n. 1982)

## Pianisti(1)
- Thomas de Hartmann, pianista e compositore russo (Choruživka, n. 1885 - New York, † 1956)

## Piloti automobilistici(1)
- László Hartmann, pilota automobilistico ungherese (Budapest, n. 1901 - Tripoli, † 1938)

## Pittori(2)
- Ferdinand Hartmann, pittore tedesco (Stoccarda, n. 1774 - Dresda, † 1842)
- Viktor Aleksandrovič Hartmann, pittore e architetto russo (San Pietroburgo, n. 1834 - Kireevo, † 1873)

## Pittrici(1)
- Gemma Hartmann, pittrice danese (Copenaghen, n. 1940 - Roma, † 2012)

## Poeti(1)
- Moritz Hartmann, poeta austriaco (Dušnik, n. 1821 - Vienna, † 1872)

## Psichiatri(1)
- Heinz Hartmann, psichiatra e psicoanalista austriaco (Vienna, n. 1894 - Stony Point, † 1970)

## Sciatrici alpine(1)
- Christa Hartmann, ex sciatrice alpina austriaca (n. 1969)

## Scienziati(1)
- Georg Hartmann, scienziato tedesco (Eggolsheim, n. 1489 - Norimberga, † 1564)

## Scrittori(1)
- Lukas Hartmann, scrittore svizzero (Berna, n. 1944)

## Scultori(1)
- Peter Hartmann, scultore svizzero (Amburgo, n. 1921 - Ginevra, † 2007)

## Storici(1)
- Ludo Moritz Hartmann, storico, politico e diplomatista austriaco (Stoccarda, n. 1865 - Vienna, † 1924)

## Teosofi(1)
- Franz Hartmann, teosofo e astrologo tedesco (Donauwörth, n. 1838 - Kempten, † 1912)

## Velocisti(1)
- Joshua Hartmann, velocista tedesco (Siegen, n. 1999)

## Vescovi cattolici(1)
- Anastasius Hartmann, vescovo cattolico svizzero (Altwis, n. 1803 - Patna, † 1866)

## Senza attività specificata(1)
- Jörg Hartmann e Lothar Schleusener, tedesco (Berlino, n. 1955 - Berlino, † 1966)